# Cablevision
Cablevision Systems Corporation (NYSE: CVC) é uma operadora de televisão a cabo americana, que serve as áreas vizinhas de Nova Iorque. É a oitava maior fornecedora de TV a cabo dos EUA, tendo a maioria dos clientes residindo em Nova Iorque, Nova Jérsei, Connecticut, e em partes da Pensilvânia. A Cablevision também atende aproximadamente 300 mil clientes no Colorado, Montana, Utah e Wyoming sob a marca Optimum West.

## História

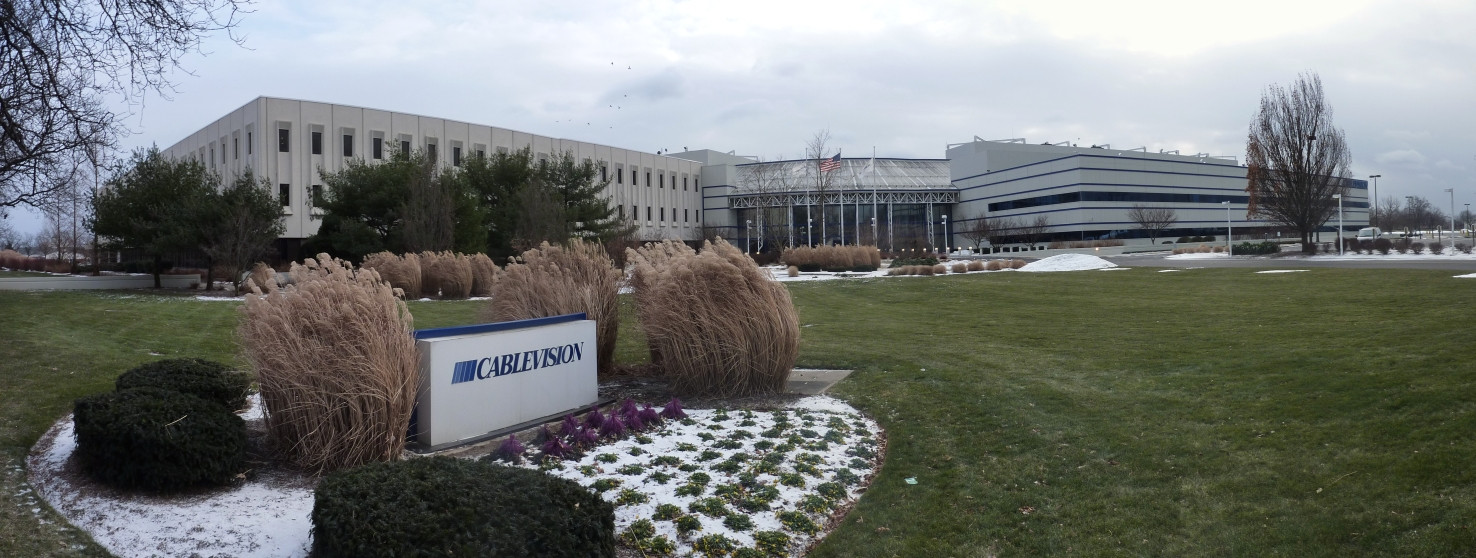
Sede da Cablevision em Nova Iorque.

A Cablevision foi fundada por Charles Dolan, em 1973. Na década de 1960, Dolan já havia construído uma rede de cabos denominada, Sterling Manhattan Cable, onde ofereceu o canal HBO. Mais tarde vendeu o direito de exibição a Time-Life Inc. Com o dinheiro obtido com a venda, ele iniciou um sistema de novas redes no subúrbio de Long Island. Logo a Cablevision expandiu-se rapidamente.
Na década de 1980, a Cablevision também expandiu nas áreas de Chicago, Boston e Cleveland. Em meados de 1990 passou a oferecer serviços para 2,9 milhões de assinantes em 19 estados. Através de uma série de operações no final de 1990, a Cablevision decidiu consolidar seus sistemas a cabo nas três áreas principais: Nova York, Cleveland e Boston. Apesar de reduzir-se o número de áreas de serviço foram capazes de aumentar o número de assinantes a 3,5 milhões. Um grande transação foi feita neste momento com a Tele-Communications Inc. (TCI). Cablevision de Nova York ganhou 10 sistemas de cabos na área de mudança após adquirir 33% da empresa. Em 1999, a AT&T Corporation assumiu o restante da empresa.

## Produtos e serviços
- Optimum Online - Serviço de internet
- Optimum Voice - Serviço de VoIP
- iO Digital Cable Service - Serviço de televisão
- Optimum West
- Optimum Lightpath
- Optimum Business
- Optimum Business Benefits